# Porphyrinia gueneei
Porphyrinia gueneei là một loài bướm đêm trong họ Noctuidae.